# Princeps senatus
Princeps senatus (pluralis principes senatus) var formanden for af det romerske senat. Selv om stillingen ikke var cursus honorum og ikke gav imperium, gav den megen prestige.
Princeps senatus blev valgt af den nyvalgte censor, der blev valgt hvert femte år. Censorerne kunne vælge en princeps senatus for en periode på fem år. Han blev valgt sædvanligvis valgt blandt tidligere censorer, der var patriciske senatorer og fik rang af konsul. 
Princeps senatus skulle have haft en strålende politisk karriere og være respekteret af sine medsenatorer. 

## Stillingsbeskrivelse
- Åbne og lukke senatsamlingen
- Bestemme dagsorden
- Bestemme sted for senatssamlingerne
- Opretholde ro og orden under møderne
- Møde fremmede ambassadører
- Korrespondere i Senatets navn

Efter Republikkens fald var kejseren princeps senatus, men under krisen i 3. århundrede e. Kr. fik andre posten: Valerian havde den i 238 under Maximinus 1. Thrax og Gordian I.

## Ukomplet liste over principes senatus
- 214 f.Kr. – Marcus Fabius Buteo
- 209 f.Kr. – Quintus Fabius Maximus Verrucosus
- 199 f.Kr. – Publius Cornelius Scipio Africanus Major
- 184 f.Kr. – Lucius Valerius Flaccus
- 179 f.Kr. – Mamercus Aemilius Lepidus
- 147 f.Kr. – Publius Cornelius Scipio Nasica
- 136 f.Kr. – Appius Claudius Pulcher
- 131 f.Kr. – Lucius Cornelius Lentulus Lupus
- 125 f.Kr. – Publius Cornelius Lentulus
- 115 f.Kr. – Marcus Aemilius Scaurus
- 86 f.Kr. – Lucius Valerius Flaccus